# Ameaça comunista no Brasil
Ameaça comunista no Brasil é uma teoria conspiratória que expressa a crença de que o país já correu, ou ainda corre, o perigo iminente de virar um Estado comunista, seja através de uma revolução, seja através da conversão ideológica. No uso corrente é uma expressão inespecífica, englobando supostas ameaças por qualquer tendência de esquerda. É um equivalente de ameaça vermelha, perigo comunista, perigo vermelho e outras. A expressão encarna um fenômeno recorrente na história política e social do país, sendo divulgada por correntes conservadoras de modo alarmista para criar um ambiente de medo e insegurança na população a respeito de um perigo que nunca teve a dimensão e iminência com que foi divulgado, e muitas vezes para justificar a introdução de medidas de exceção de caráter autoritário e antidemocrático, alegadamente necessárias para combater a suposta ameaça.

## Definição e premissas
A teoria da ameaça comunista no Brasil é uma versão alarmista e acrítica de anticomunismo, e na forma como é geralmente divulgada, nega qualquer possibilidade de qualquer contribuição positiva da ideologia comunista para a sociedade. A expressão principal da teoria é a denúncia de que o comunismo está em vias de dominar o sistema político nacional, associada à insistência em seu combate urgente, porque ele, assim como todas as outras correntes de esquerda, é considerado uma grande ameaça àquilo que se julga ser o modelo ideal de civilização e aos valores do bem comum, da moral, da família, da justiça, do patriotismo, da liberdade, da religião e/ou das hierarquias e estruturas sociais tradicionais. Também argumenta-se que o comunismo representa um ataque à soberania, à identidade, à estabilidade e à segurança da nação e suas instituições. Para os adeptos da teoria, o comunismo e as esquerdas em geral são a fonte de todo o mal, uma doença social e um inimigo nefasto e subversivo a ser combatido implacavelmente. Em geral seus defensores revelam possuir uma compreensão simplista, estereotipada, limitada ou distorcida do que seja o comunismo e outras ideologias de esquerda.
É uma teoria da conspiração de índole conservadora, que expressa o medo de certos grupos com relação a processos de transformação social, política e cultural que abalem as tradições, as suas certezas consagradas e o status quo. Os meios para impor a aceitação da teoria e torná-la uma realidade plausível são a transformação do comunismo em bode expiatório para todos os dilemas, inseguranças e dificuldades, e a manipulação da opinião pública com o recurso a falsidades e distorções, criando uma ilusão de consenso e amplificando dramaticamente um perigo que é imaginário, embora percebido por muitos como real e iminente.
Segundo Bethania Mariani, a intensa e continuada propaganda anticomunista criou no país uma cultura política inflacionada e polarizada, alimentada por guerras de informação onde abundam as chamadas notícias falsas, recusando o debate sério, não reconhecendo a alteridade nem qualquer tipo de diferença, e visando produzir uma política de silenciamento do "inimigo". Para Fábio Araújo Martins, o discurso da ameaça comunista se enquadra nos discursos totalitários e extremistas, os quais, sustentando a prática do amedrontamento, visam legitimar uma hostilidade seletiva contra um grupo-alvo, no caso, os comunistas e esquerdistas. "A criação e a manutenção de um ambiente de insegurança e medo completa este quadro terrorífico que é responsável por preparar a opinião pública para aceitar e concordar com o uso indiscriminado da força, processo que é promovido por meio de uma forte campanha de indução e ação psicológica massiva". Ao ser eleito como bode expiatório e construído como um inimigo desprovido de dignidade humana, um perigo a rondar a sociedade, o grupo-alvo é etiquetado com as insígnias do mal e pode, no limite, ser erradicado "para o bem de todos". Essas narrativas tipicamente precisam construir a retórica do "nós" (os bons) contra "eles" (os maus) para legitimarem a si mesmas, e "eles", no caso do Brasil, segundo Sergio Schargel, "são todos englobados no suposto espantalho maior, o espectro onipotente que, a despeito de ter praticamente desaparecido no mundo todo, ainda é o grande inimigo imaginário combatido no país: o comunismo. Nessa estigmatização não importa o posicionamento político: socialistas, socialdemocrata, liberal, todos viram comunistas".
A teoria da ameaça comunista, como apontam muitos articulistas e historiadores, nunca teve uma base sólida na realidade, sendo uma percepção exagerada e equivocada das reais possibilidades de sucesso de uma revolução comunista no contexto especificamente brasileiro, marcado como sempre foi por uma adesão muito fraca às correntes de esquerda mais radicais.
Uma crítica conscienciosa do comunismo não negará a existência de corrupção, violência e desmandos em regimes onde a ideologia foi posta em prática, como a União Soviética, onde se desenvolveu uma realidade que foi em muitos aspectos opressiva e brutal, distante das imagens idílicas e edênicas divulgadas pela propaganda pró-soviética. Um dos problemas da teoria conspiratória é, como já foi mencionado, a tendência de atribuir à esquerda o monopólio das maldades, sem reconhecer que abusos e distorções ocorrem em todos os sistemas e regimes políticos criados pelo homem. Para Ericson Falabret, "não há justificativas e desculpas para a violência stalinista, como também não deveria haver indulgência para o silêncio complacente diante da violência perpetrada difusamente pelos aparatos de poder que sustentam as democracias liberais, [...] uma violência oficializada e normalizada, que sustenta a desigualdade e, por isso mesmo, prefere a propriedade à vida, [...] e, cotidianamente, prende, tortura e mata pobres, negros, índios e minorias sob a tutela da nossa consciência liberal".

## Origens
A oposição ao comunismo surgiu desde que o comunismo existe, fortalecendo-se em um período em que em âmbito internacional cresciam tendências autoritárias contrárias à democracia, tanto à direita quanto à esquerda do espectro político. A Revolução Russa de 1917, que instituiu um Estado comunista como uma alternativa política viável, causou um grande impacto internacional, e desde logo passou a sofrer fortes críticas na imprensa brasileira de maneira sensacionalista e acrítica, em geral se baseando em boatos e em informações não confirmadas.
Apesar da ampla rejeição do comunismo e sua pronta identificação com as forças do mal, do caos e da barbárie, a ameaça para o Brasil neste período inicial ainda parecia remota, mas aos poucos ela iria adquirir materialidade, especialmente depois que foi fundado no país, em 1922, um Partido Comunista. A partir de então o anticomunismo viria a desempenhar um papel fundamental na história da República, especialmente em momentos de crise ou de instabilidade político-social. No Brasil o anticomunismo se desenvolveu amparado em três ideologias principais: o catolicismo, o nacionalismo e o liberalismo. Para os católicos, o comunismo solapava a espiritualidade, negava Deus, subvertia as hierarquias divinamente determinadas, e atacava a família e a moral cristã, inserindo a luta ideológica no âmbito da luta entre o bem e o mal. Para os nacionalistas, era uma ingerência estrangeira nos assuntos nacionais, abolia a ideia de união entre o povo e o Estado e a ideia de Pátria, e representava o princípio do caos. Por fim, para os liberais, era um ataque à liberdade, à livre iniciativa, à propriedade.

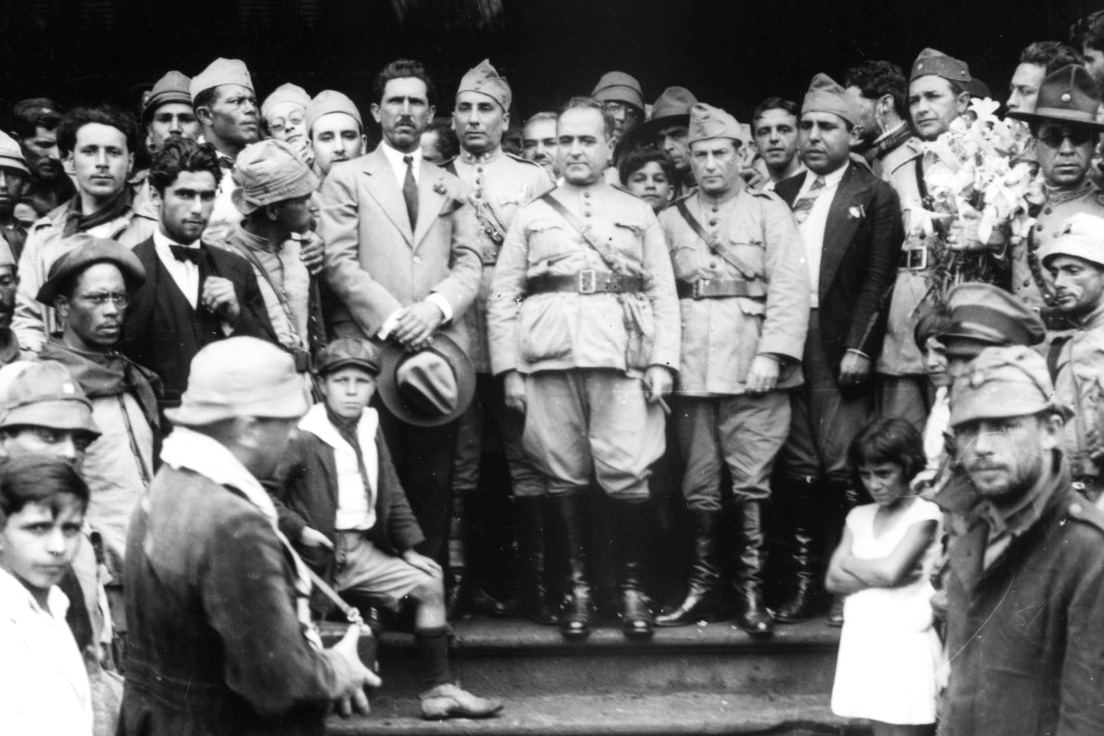
Getúlio Vargas, ao centro, com outros líderes da Revolução de 1930, logo após a derrubada de Washington Luís

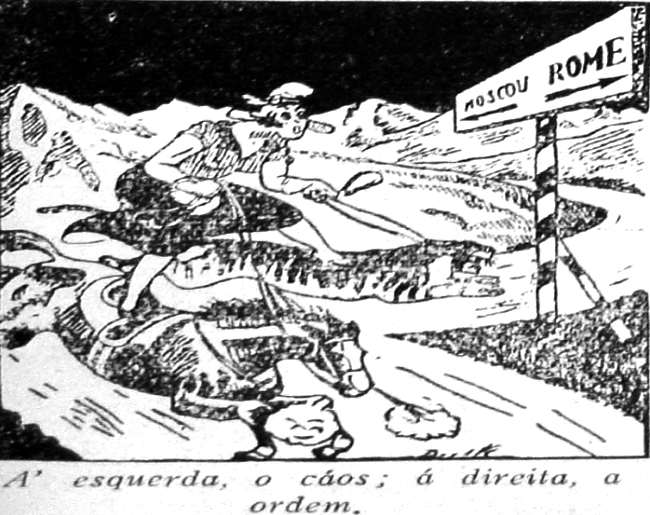
Propaganda anticomunista e pró-fascista na revista integralista Anauê. A personificação da República do Brasil é mostrada numa encruzilhada entre o caminho da esquerda, que leva a Moscou, representando o mundo do caos, e o da direita, que leva a Roma, representando o mundo da ordem.

Na década de 1920 a propaganda comunista se intensificou através da publicação de livros, jornais e panfletos e a realização de palestras e conferências em sedes sindicais. Em 1924 era publicada a primeira edição brasileira do Manifesto Comunista de Karl Marx. Porém, em 1927 o Partido Comunista foi declarado ilegal, passando a ser representado pelo Bloco Operário e Camponês. Apesar da atividade divulgadora, o movimento enfrentava dissidências internas, enfraquecia sua penetração sindical, e nas eleições de 1930 o candidato do Bloco à presidência da República, Minervino de Oliveira, teve uma votação inexpressiva, e não foi eleito nenhum senador da esquerda. Nas eleições de 1933 não elegeu nenhum candidato.
Desde a Revolução de 1930 o país atravessava um período de grande instabilidade institucional e o ambiente político se polarizava entre várias frentes fortemente antagônicas. A Revolução de 1930 derrubou o presidente Washington Luís e colocou Getúlio Vargas no poder através de um golpe de Estado, dissolveu o Congresso e os legislativos estaduais e municipais, instalando interventores federais. Porém, o tenentismo, movimento centralizador, autoritário e antidemocrático, expressava uma profunda insatisfação de parte do oficialato militar contra o regime de Vargas. Estava também em andamento uma ampla mobilização popular através do ativismo da Ação Integralista Brasileira, fundada em 1932, de caráter antiliberal, positivista e ultraconservador, inspirada no fascismo italiano, que levantava as bandeiras de Deus, pátria e família. Plínio Salgado, líder dos integralistas, era um ferrenho anticomunista, entendendo o comunismo como o que havia de pior no liberalismo e os comunistas como a degeneração da humanidade, meros "bonecos de carne, prontos a roubar, a matar e a usar de qualquer expediente para a satisfação de seus apetites". Entre as Forças Armadas, desde a Revolução Russa se firmara um forte sentimento anticomunista, e artigos na Revista Militar Brasileira na década de 1930 sinalizavam uma aproximação com o nazismo e pregavam ideais políticos autoritários e militaristas.
Outros fatores estavam em jogo naquele momento. Na década de 1930 Luís Carlos Prestes, um dos líderes do tenentismo, aderiu ao comunismo, e em 1935 foi fundada a Aliança Libertadora Nacional, de orientação comunista. Estes eventos aumentaram o nível de alerta dos conservadores contra os comunistas, reforçando a já expressiva sistematização de propaganda anticomunista para combate ao "inimigo da ordem". Neste período os comunistas realizaram movimentos em várias regiões brasileiras, culminando na Intentona Comunista de 1935, que desencadeou revoltas em Natal, Recife e Rio de Janeiro. Todas essas revoltas claramente não tinham condições de alcançar seu objetivo, tendo apoio escasso, e foram rapidamente suprimidas por forças leais ao governo de Getúlio Vargas.

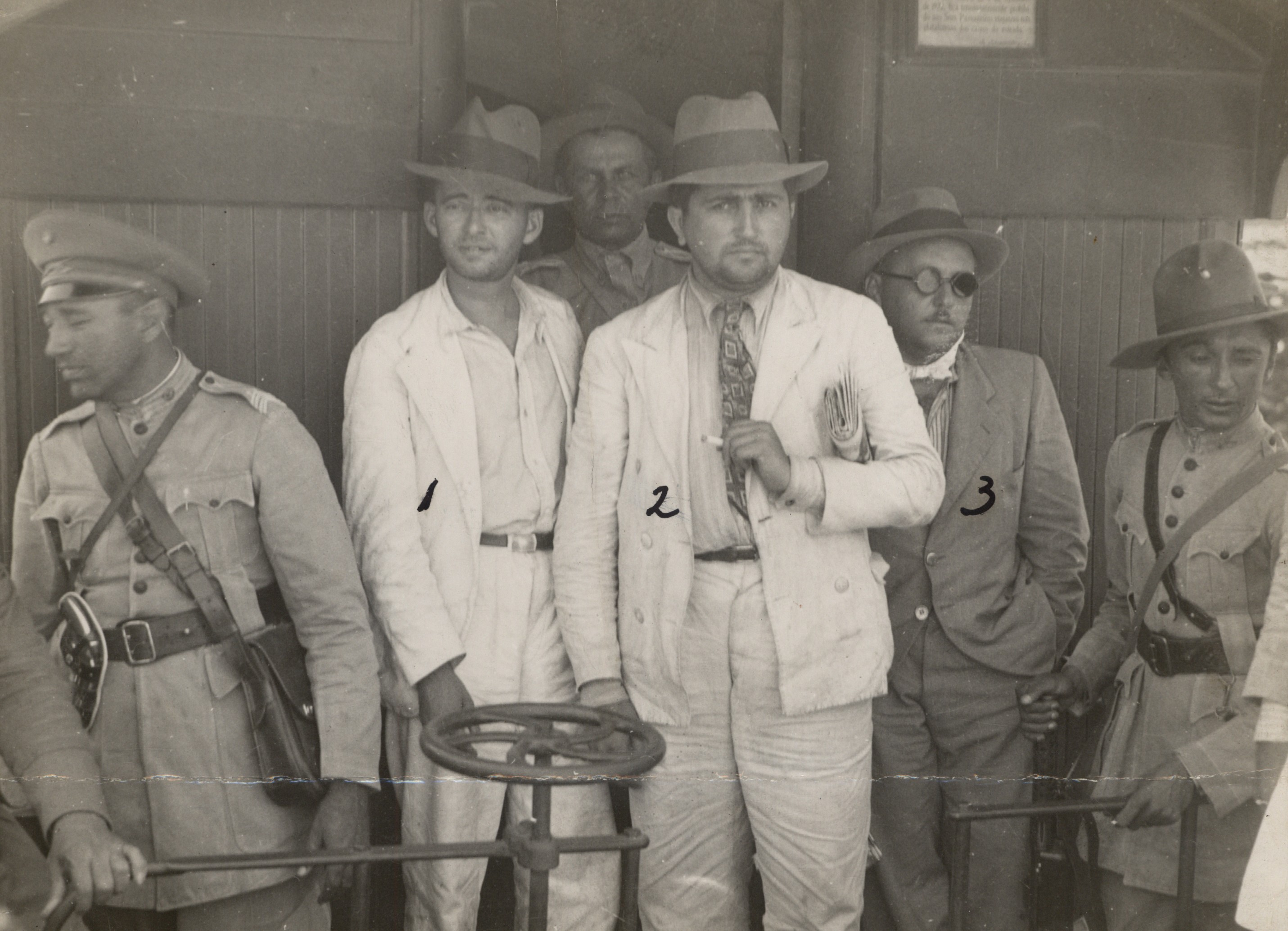
Membros do Comitê Comunista de Natal durante a Intentona Comunista

Apesar do fracasso da Intentona, segundo Celso Castro, ela "desencadeou um processo de institucionalização da ideologia anticomunista no interior das Forças Armadas. Os comunistas brasileiros foram acusados de serem elementos 'a serviço de Moscou' e, portanto, traidores da Pátria. [...] Embora a oposição de amplos setores militares ao comunismo anteceda à revolta, foi a partir desse momento que os comunistas passaram a ser claramente identificados como o inimigo maior". Para José Martins Ferreira, "não seria exagero nenhum afirmar que se a história política recente do Brasil tem se caracterizado por uma constante e crescente presença das Forças Armadas na cena política, esta presença tem sido justificada, antecipadamente ou posteriormente, através da retórica anticomunista". Além disso, de acordo com Pandolfi & Grynszpan, a Intentona foi uma justificativa para Vargas obter significativo apoio político para ampliar seus poderes centralizadores e autoritários.
Por outro lado, a Aliança Libertadora Nacional obtivera uma expressiva adesão popular, especialmente entre a classe média, com seu programa contra o latifúndio, o imperialismo, o fascismo e em favor da democracia. Diante deste quadro, depois da formação da Assembleia Nacional Constituinte de 1933, dominada pelos situacionistas, que resultou na restauração dos Legislativos e na promulgação da Constituição de 1934, em 1935 foi aprovada uma Lei de Segurança Nacional, através da qual a Aliança Libertadora Nacional foi declarada ilegal. Várias outras medidas repressoras incluíam emendas constitucionais prevendo uma restrição dos poderes do Legislativo em favor do fortalecimento do Executivo. No mesmo ano foi fundada a Ação Católica Brasileira, subordinada à hierarquia da Igreja, com o objetivo de combater a Aliança Nacional Libertadora, tendo entre suas principais preocupações defender o operariado da influência comunista.

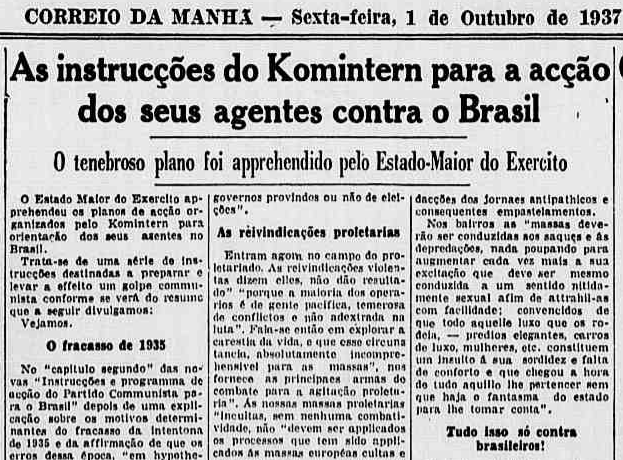
Notícia no Correio da Manhã anunciando a "descoberta" do Plano Cohen pelo Estado-Maior do Exército.

Neste contexto, Getúlio Vargas recorreu insistentemente à teoria da ameaça comunista para consolidar seu poder e legitimá-lo diante da população. Criou uma Comissão Especial de Repressão ao Comunismo em 1935, pouco depois declarou estado de sítio, e em 1936 vários líderes comunistas foram presos. Parte crucial nesta estratégia foi a divulgação da "descoberta" do Plano Cohen, um documento creditado à Internacional Comunista e que descrevia os planos de acender uma revolução comunista no país envolvendo destruição de prédios públicos, eliminação de chefes militares, sequestro de ministros e magistrados, greves, saques, desordem e confisco de propriedades. Mas o documento era uma falsificação, havia sido arquitetado em 1937 pelo capitão Olímpio Mourão Filho, organizador da Ação Integralista e integrante do serviço secreto do Estado-Maior do Exército. O documento circulou pelos quartéis e foi divulgado pelo governo como sendo verdadeiro, com o objetivo de desencadear um pânico anticomunista generalizado e preparar a opinião pública para aceitar uma ditadura.
A divulgação pública do Plano Cohen teve uma grande repercussão na imprensa e na sociedade. No dia seguinte à divulgação, em 30 de setembro de 1937, Vargas obteve do Congresso a decretação de estado de guerra, suspendendo os direitos constitucionais e dando poderes de repressão ilimitados ao presidente, apesar de a pequena oposição protestar dizendo que não havia evidências de que a ameaça comunista de fato existisse. Segundo Renato Peixoto, o Plano Cohen era típico da ideologia das teorias de conspiração, "com revelações perturbadoras, de fácil compreensão e forte apelo popular: o inimigo conspirava de dentro, por meio de ações sinistras e traiçoeiras, as quais uma vez divulgadas foram capazes de ajudar a compor um ambiente favorável à cena golpista", e uma vez denunciado, exigia uma reação rápida e forte. O Plano também procurava denegrir o integralismo associando-o com o nazismo, e aludia a uma suposta conspiração judaica internacional, tendo similaridades com os Protocolos dos Sábios de Sião, outro documento falso que teve ampla divulgação internacional.

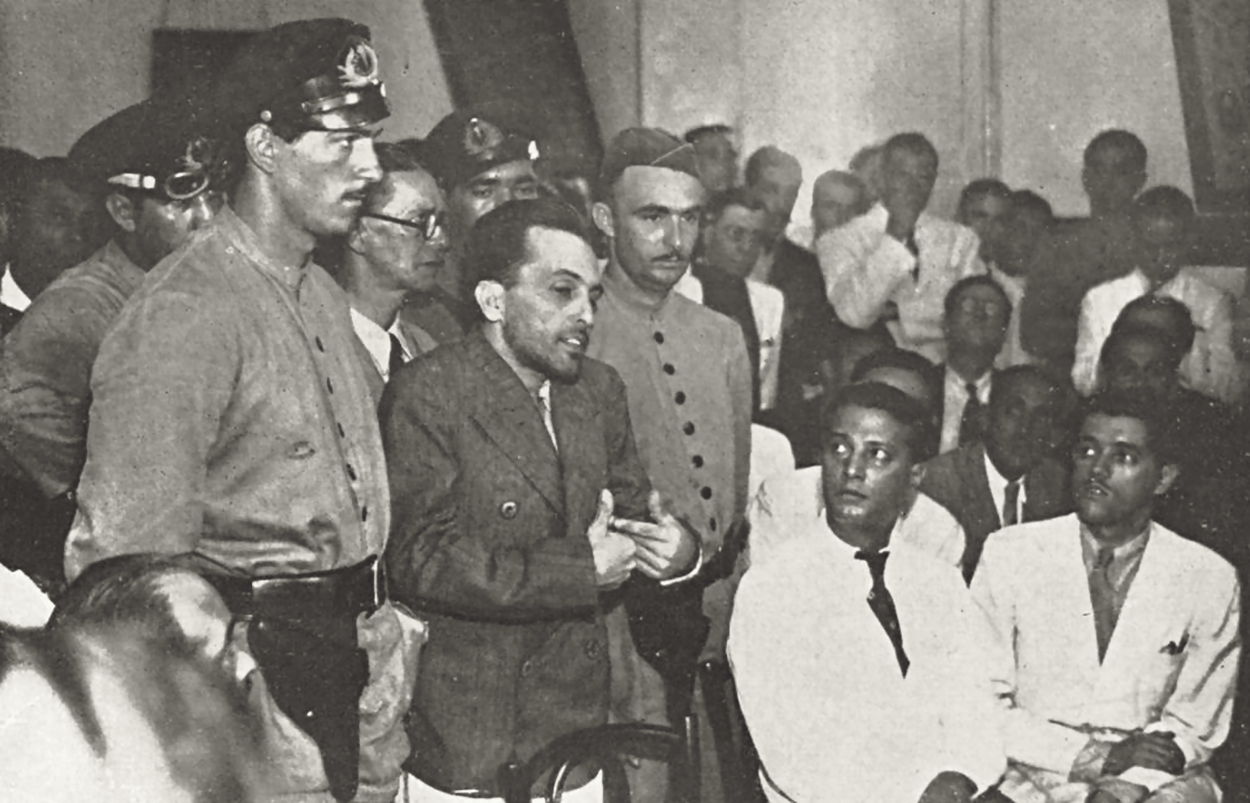
O líder comunista Luís Carlos Prestes entre dois policiais no Tribunal de Segurança, em 1937

A situação evoluiu rapidamente em direção ao esmagamento da oposição e eliminação de todas as tendências reformistas alinhadas à esquerda, formando-se um estado de exceção. Sendo alegado que o movimento comunista era muito mais extenso do que se supunha, numa onda de perseguição que atingiu grande número de civis, até mesmo deputados e o prefeito do Distrito Federal foram presos sob a acusação de envolvimento com o comunismo. Em 10 de novembro de 1937, em pronunciamento público, Vargas decretou o fechamento do Congresso e cancelou as eleições presidenciais previstas para janeiro de 1938. Era um golpe de Estado, instituindo o regime ditatorial do Estado Novo. A Justiça Eleitoral, os partidos políticos e o Legislativo foram extintos, foi instituída a censura, e com a outorga da Constituição de 1937, os poderes do Executivo se tornaram praticamente ilimitados. No preâmbulo da Constituição ficava explicitado que ela vinha a atender ao "estado de apreensão criado no País pela infiltração comunista, que se torna dia a dia mais extensa e mais profunda", e por isso exigia remédio "de caráter radical e permanente". Para Getúlio Vargas, os comunistas eram os principais inimigos da sociedade cristã, e já em 1936 havia definido o comunismo como "o aniquilamento absoluto de todas as conquistas da cultura ocidental, sob o império dos baixos apetites e das ínfimas paixões da humanidade — espécie de regresso ao primitivismo, às formas elementares da organização social". Com o apoio de setores conservadores, da Igreja Católica e da imprensa, Vargas lançou um discurso populista onde idealizava uma nação homogênea e harmoniosa, que no entanto era baseada na intolerância, na xenofobia e no nacionalismo exacerbado. Enquanto divulgava as realizações de seu governo e estimulava o culto ao patriotismo e à sua personalidade, a repressão e as perseguições políticas aumentavam. Em 1940 a maioria dos dirigentes comunistas foi presa.
Embora enfrentasse diversas resistências e críticas, o governo de Vargas sustentou consistentemente o mito da ameaça comunista e de modo geral tornou plausível para a população a ideia da "salvação nacional" à custa da democracia, representando um momento de consolidação da aliança entre as Forças Armadas, a questão da segurança nacional e o combate ao comunismo, e garantindo para o Exército um papel de liderança na construção da ideia de nação e no combate, no imaginário coletivo, do comunismo como o grande inimigo, abrindo o caminho para seu crescente intervencionismo na cena política, como revelado em seu desempenho na derrubada do próprio Vargas em 1945, nas crises de 1954 e 1955, e depois na crise de 1964, que resultou numa ditadura militar.

## Retorno da "ameaça" no pós-guerra
Com a queda de Vargas em 1945 em meio a uma grande onda de protestos, o PCB retornou à legalidade e se reorganizou, e todos os presos políticos foram anistiados. Iniciava o processo de redemocratização do Brasil. Em meio ao entusiasmo gerado pelo fim da II Guerra Mundial e pela derrota do nazifascismo, o país se via cheio de novas esperanças de progresso. Luiz Carlos Prestes também ganhou liberdade, já então aclamado por parte da imprensa como "o cavaleiro da esperança", grande "líder popular", "líder das forças progressistas nacionais", "um dos chefes políticos de maior responsabilidade entre nós", "acatado pela maioria antifascista". Nas eleições para presidente deste ano, o candidato comunista, Iedo Fiúza, obteve 10% dos votos. Em 1946 o partido já mantinha oito jornais diários, alguns semanários e duas editoras. Nesta altura tinha cerca de 180 mil filiados. A despeito de sua orientação, sua proposta oficial não previa uma derrubada do sistema e rejeitava qualquer forma de ditadura, mas sim pretendia introduzir reformas dentro do arcabouço capitalista e democrático. Parte dos comunistas, incluindo Prestes, havia mesmo apoiado a permanência de Vargas, entendendo-a como a única alternativa legalista viável para combater o fascismo, enquanto outros queriam sua deposição na tentativa de conquistar reformas imediatas.
Mesmo deposto, Vargas continuava uma figura de enorme carisma e grande aceitação popular, especialmente devido às reformas trabalhistas que implementara, e seu apoio foi decisivo para que o general Eurico Gaspar Dutra, antigo Ministro da Guerra, fosse eleito presidente como seu sucessor. No entanto, a aproximação entre Vargas e Prestes, embora breve e frouxa, assim como a rápida reorganização do PCB, foram vistas com temor pelos conservadores, de maneira que o tema da ameaça comunista se tornaria novamente central no debate político a partir de 1946. As greves trabalhadoras deste ano foram suspeitas de insuflação comunista, ocorreram muitas prisões, foram tomadas medidas de repressão e censura nos sindicatos e órgãos públicos, incluindo a proibição da comemoração pública do Dia do Trabalho, e jornais da esquerda foram apreendidos. O próprio Prestes perdia espaço e era duramente criticado por parte da esquerda pelos rumos ambíguos que dava ao PCB. Em 1947, após denúncias levadas ao Tribunal Superior Eleitoral, o registro do Partido Comunista foi cancelado, os mandatos de políticos comunistas foram cassados, e foi iniciada uma onda de perseguições e repressão aos núcleos comunistas em todo o Brasil. Tornado ilegal, cabia então ao governo combater o comunismo, classificado como o grande "inimigo da nação", em nome do estado de direito e da defesa da Constituição. Segundo Carla Rodeghero, "por um lado, o governo brasileiro foi tomando medidas para cercear a atuação dos comunistas, estes, como resposta, foram radicalizando suas posições, inicialmente contra o capital estrangeiro e o imperialismo e mais tarde contra o governo Dutra que, no início, teve o seu apoio. [...] Em 1946, aquela sensibilidade de esquerda e aquele propósito de colaboração foram perdendo espaço. O processo se completou em 1947. O Governo Dutra deixou clara sua faceta conservadora e seu alinhamento com os Estados Unidos".
Assim, o tema da ameaça comunista se inseria no contexto da Guerra Fria entre os Estados Unidos e a União Soviética, que dividiu o Ocidente em dois blocos opostos. Nesta polarização, os Estados Unidos se preocuparam em manter os países latino-americanos dentro de sua esfera de influência. No Brasil, alinhado aos Estados Unidos e visto pelo governo norte-americano como um aliado, foi divulgado muito material de teor anticomunista, inclusive revistas e filmes norte-americanos, fortalecendo a já antiga tradição anticomunista brasileira, enquanto grupos independentes e instituições se autointitulavam de guardiões do sistema e se empenhavam em uma cruzada anticomunista onde os EUA eram retratados como os representantes do bem, da democracia, da liberdade individual, do direito à propriedade privada e do liberalismo econômico, e a URSS como a encarnação do mal, um inimigo perverso, traiçoeiro e desleal, uma ameaça para a civilização ocidental e seus valores mais caros. O anticomunismo nesta altura interessava aos defensores da indústria nacional, aos defensores da entrada do capital estrangeiro, às alas conservadoras agrárias, aos integralistas, ao tradicionalismo católico, aos militares e outros grupos. Tipicamente a propaganda tinha uma caráter maniqueísta, melodramático e sensacionalista, apelava insistentemente ao medo, reduzia uma questão altamente complexa a elementos simples e superficiais, sem contextualização teórica, limitando-se à denúncia acrítica e recusando o debate aprofundado do que de fato constituía o comunismo e suas propostas sociais. Também a Igreja Católica se engajava ativamente no combate ao comunismo, associando-o ao diabo, à devassidão e à imoralidade. Nesta época se desenvolve no Brasil uma intensa propaganda incentivando a adoção do modo de vida norte-americano (american way of life), com reflexos na cultura, na moda, no comportamento, na música, no entretenimento e nas utopias do bem-viver.

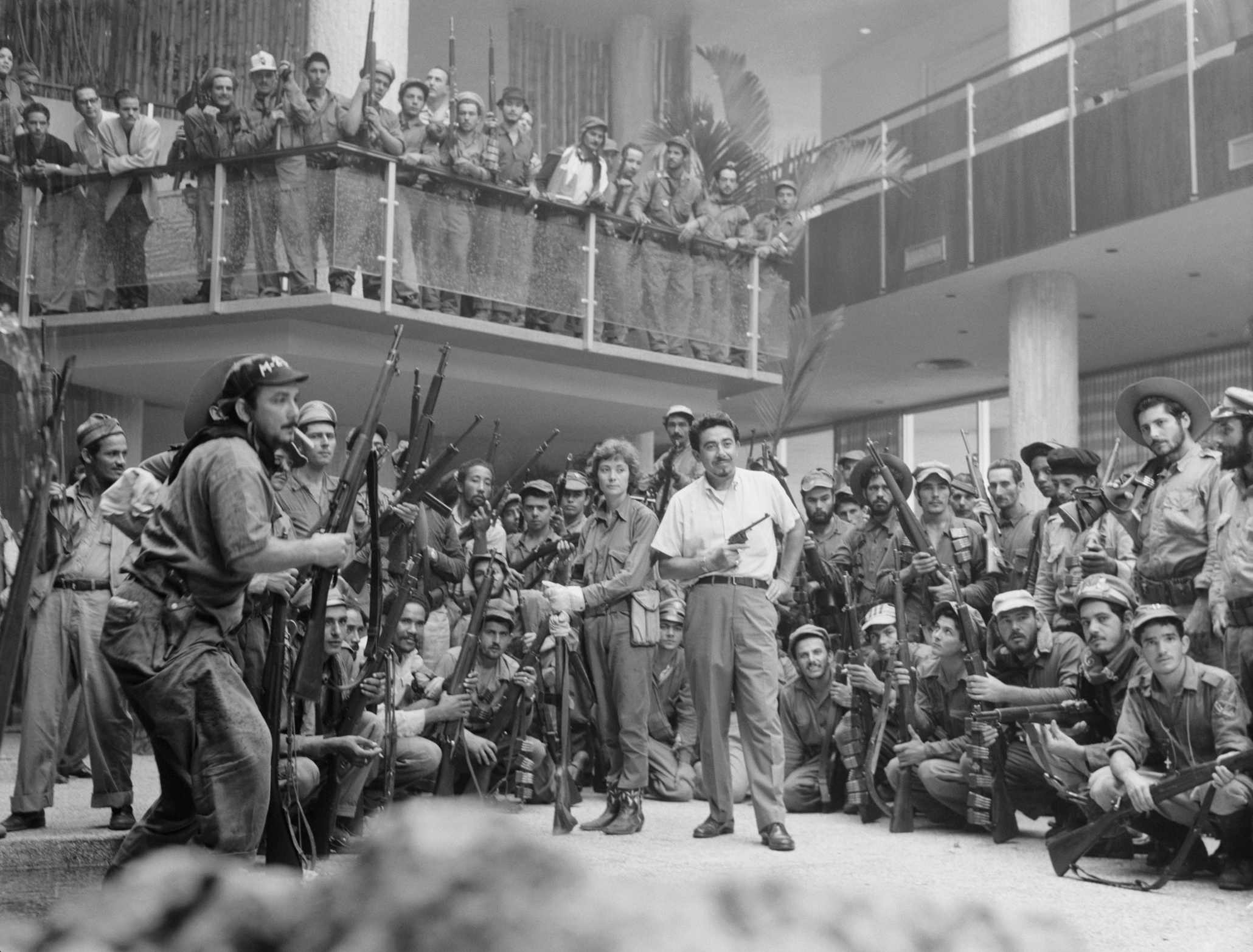
Revolucionários cubanos tomando o Hotel Hilton de Havana em 1959.

Neste período diversos levantes de esquerda desencadearam impacto internacional, como a Revolução Cubana de 1959 e as lutas anti-imperialistas na África. Até então, para as duas superpotências, a América Latina era de interesse secundário no cenário político, mas a revolução em Cuba mudou isso, trazendo para a região com toda a força o contexto da Guerra Fria e tornando-a zona prioritária para os EUA no combate à ameaça vermelha. Os levantes bem-sucedidos da esquerda serviram de estímulo para grupos esquerdistas latino-americanos, inclusive brasileiros, que ganhavam um apoio mais amplo de intelectuais, artistas, dramaturgos e escritores, bem como de expressivas massas estudantis, camponesas e operárias, desejosos de uma renovação política e social através de uma série de reformas de base que consideravam necessárias. Criava-se uma significativa fermentação política que englobava um amplo espectro de propostas de esquerda, que iam das radicais às conciliatórias. Mesmo entre parte do clero católico, ouvindo as reivindicações populares por melhores condições de vida, houve uma certa migração para ideologias socialistas, embora o comunismo continuasse execrado.

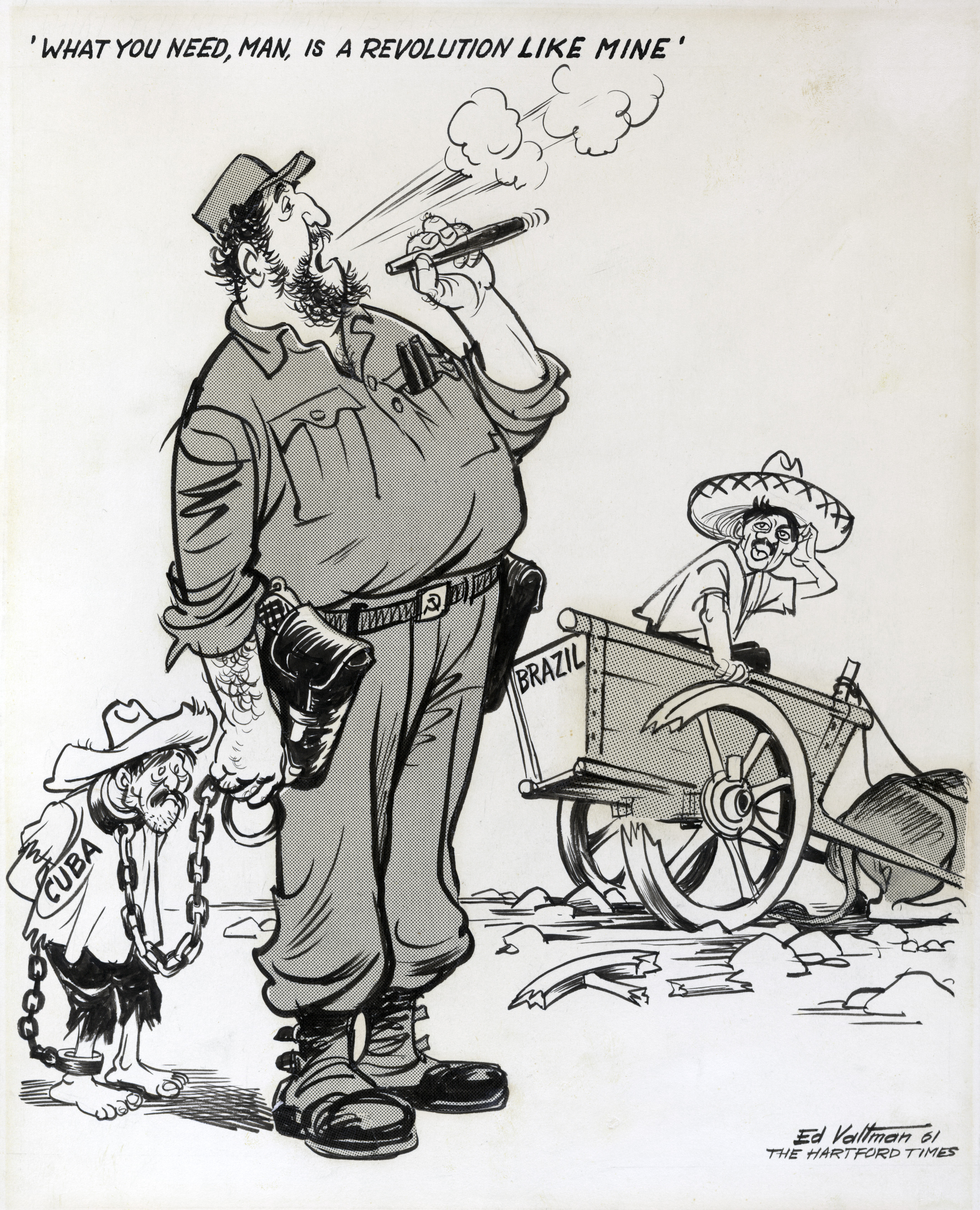
What you need, man, is a revolution like mine.
("O que você precisa, cara, é de uma revolução como a minha."):
Fidel Castro aconselhando o Brasil, enquanto conduz Cuba acorrentada. Charge de Edmund S. Valtman, publicada em 31 de agosto de 1961 e ganhadora do Prêmio Pulitzer no ano seguinte.

Do outro lado do espectro, continuavam fortes no Brasil as doutrinas de direita e conservadoras, e diante do exemplo de Cuba os grupos anticomunistas brasileiros intensificaram seu ativismo. A teoria da ameaça comunista serviu como argumento decisivo para a realização de golpes e implantação de ditaduras militares na América Latina. Tomava-se a Revolução Cubana como exemplo paradigmático da barbárie, da loucura e do caos que alegadamente seriam típicos do comunismo, retratando o povo cubano como um joguete inocente nas mãos de seu "perverso" e "perigoso" líder Fidel Castro. Essa pintura distorcida e tendenciosa foi um mote frequente na imprensa do Ocidente na época, demonizando os comunistas como os destruidores da civilização, comparando-os até mesmo aos Cavaleiros do Apocalipse e associando-os a profecias de catástrofes inimagináveis que poderiam se espalhar por todo o mundo através da sua influência corrompedora e destrutiva. Segundo Andréia Carvalho, "no quadro de crise em que se encontravam os países latino-americanos, e em particular o Brasil, a alternativa cubana parecia viável, um caminho para o futuro. Neste sentido tornou-se importante para os jornais mais à esquerda maximizar as benesses atribuídas à Revolução Cubana, enquanto a imprensa de tendência mais à direita procurava maximizar os males, demonizando e difamando as conquistas da ilha".

## Anos 1960
No início da década de 1960 o cenário político era de grande ativismo e muita polêmica, mas era também muito fragmentado em uma multiplicidade de tendências divergentes ao longo de todo o espectro ideológico. O Partido Social Democrático, ligado às oligarquias agrárias, era o principal representante do conservadorismo; o Partido Trabalhista Brasileiro atraía majoritariamente trabalhadores urbanos; a União Democrática Nacional interessava à classe média, aos profissionais liberais, intelectuais e parte do empresariado; o Partido Socialista Brasileiro agrupava intelectuais e estudantes; e o Partido Comunista contava com bastante prestígio popular. Havia também grupos de centro-esquerda, de extrema-direita, anarquistas e outros.

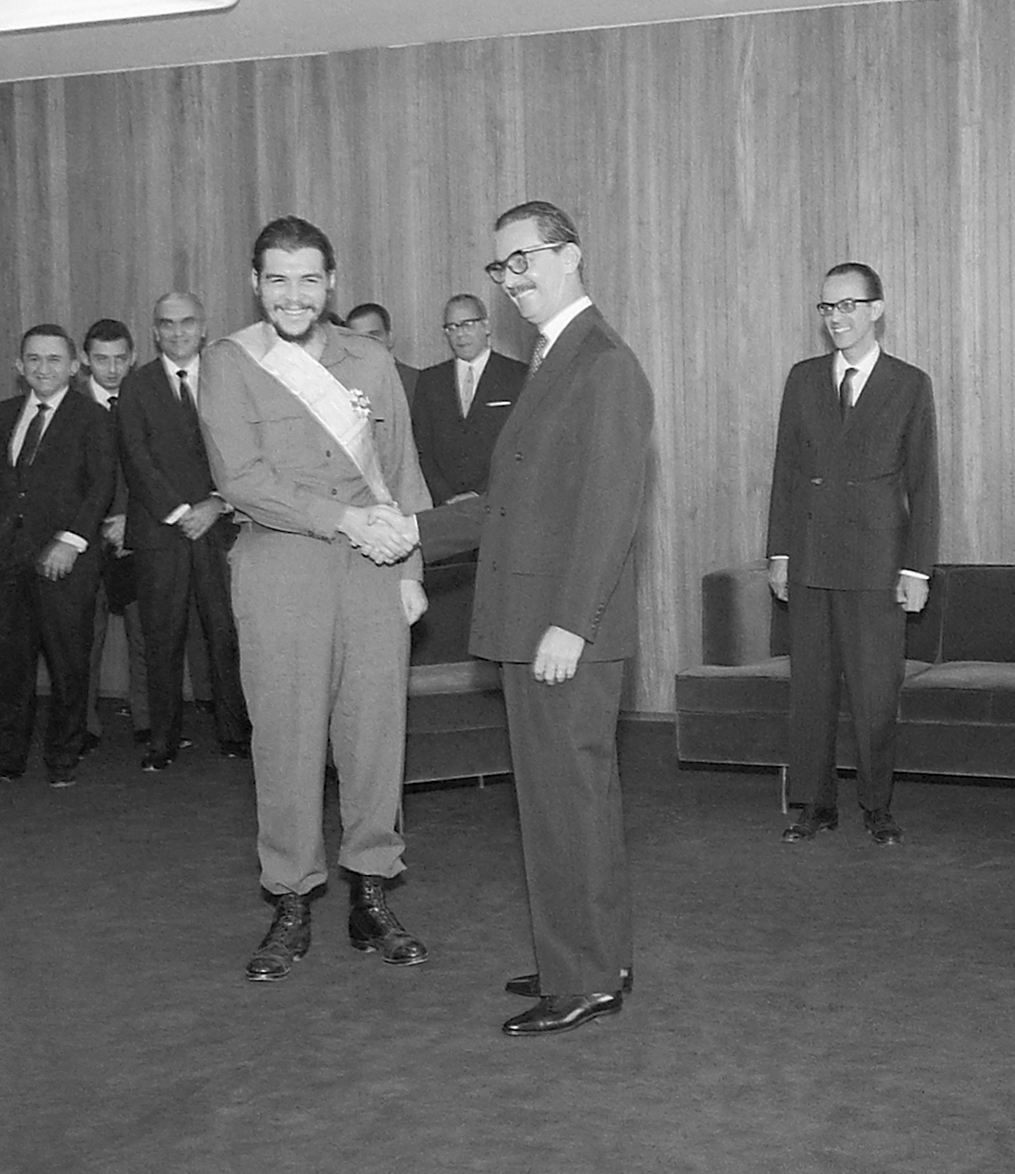
Che Guevara sendo condecorado por Jânio Quadros.

Jânio Quadros elegeu-se presidente com o apoio de muitos que viram nele uma promessa de combate ao getulismo e às esquerdas, mas para a sua surpresa, ele passou a desenvolver uma política externa não alinhada aos EUA, sofrendo uma enxurrada de críticas, que se tornaram extremadas quando ele condecorou Che Guevara, um dos líderes da Revolução Cubana, com a Ordem do Cruzeiro do Sul. Então deflagrou-se nova crise institucional: o presidente renunciou em 25 de agosto 1961, poucos meses após ser empossado. Seu vice, João Goulart, deveria assumir o governo, mas ele tinha laços conhecidos com a esquerda e foi rejeitado por parte do Congresso e impedido pelos ministros militares, que o acusaram de corrupção, conspiração e vinculação ao comunismo e socialismo. Como solução conciliatória para uma situação que foi considerada na época próxima da guerra civil, o Congresso propôs o regime parlamentarista, onde o presidente teria poderes limitados. Tancredo Neves assumiu como primeiro-ministro, mas pediu demissão em 1962. No ano seguinte um plebiscito rejeitou o parlamentarismo, e Goulart reassumiu como presidente com plenos poderes.
O programa de Goulart, prometendo reformas de base em vários setores, não previa, contudo, uma mudança de sistema, nem para o socialismo e muito menos para o comunismo, mas foi o bastante para despertar a rejeição de amplos setores da sociedade, especialmente as elites tradicionais, os grupos empresariais, parte da classe média, profissionais liberais, oficiais das Forças Armadas, e até mesmo pequenos proprietários. Para esses grupos, as reformas representavam uma ruptura da estrutura social e seus valores e instituições tradicionais. Segundo Marcelo Mattos, "apesar de os discursos e as memórias dos conservadores associarem as reformas de base a uma abertura de espaço para a implantação do comunismo no Brasil, as propostas concretas apresentadas estavam muito distantes do radicalismo que lhes atribuía o discurso conservador".
Apesar disso, com a ascensão de Goulart a propaganda anticomunista, a radicalização esquerda-direita e a associação do presidente ao perigo vermelho se intensificaram. Seu governo não foi tranquilo, tendo de lidar com constantes protestos e greves e intensa agitação política. Surgiram muitas denúncias de infiltração comunista em instituições e órgãos públicos. Em outubro de 1963 o presidente pediu ao Congresso autorização para decretar estado de sítio, gerando grande comoção nacional, fazendo com que o pedido fosse retirado. A esta altura ele já praticamente perdera o controle da situação, enfrentando maciça oposição do centro, da direita e dos conservadores, que formaram uma frente ampla contra seu governo e contra a ameaça comunista. Ele havia perdido até mesmo o apoio de setores da esquerda. Em janeiro de 1964 a mobilização anticomunista atingiu uma intensidade nunca vista antes.

Comício da Central do Brasil em 13 de março de 1964, no Rio de Janeiro.

Manifestantes na Marcha da Família com Deus pela Liberdade em 19 de março de 1964, em São Paulo.

Em 13 de março de 1964 um comício na Central do Brasil no Rio mobilizou cerca de 350 mil pessoas em defesa das reformas propostas. Formou-se uma reação imediata contra o que foi visto por expressivos setores conservadores das classes média e alta e do oficialato militar como uma ameaça à ordem e uma perigosa corrida em direção ao comunismo. Para Rodrigo Sá Motta, "o comício da Central provocou a consolidação das mobilizações anticomunista e anti-Goulart, cujo movimento convergente se completou. Setores sociais importantes, que até então se mantinham em expectativa, alguns inclusive simpáticos à pregação reformista, alinharam-se ao lado da direita e dos conservadores, sob a bandeira do anticomunismo. O processo de formação da 'união sagrada' contra o comunismo se consumou, reunindo as elites empresariais, militares, políticas, religiosas e as classes médias, todos amedrontados ante a possibilidade de uma suposta ruptura revolucionária".
Em resposta, no dia 19 aconteceu a primeira Marcha da Família com Deus pela Liberdade, atraindo cerca de 500 mil pessoas para as ruas de São Paulo, lançando muitas palavras de ordem contra o comunismo. A marcha inspirou manifestações semelhantes em várias outras grandes cidades. Em meados de março a frente anticomunista abrangia praticamente toda a elite brasileira e amplos segmentos da classe média, Goulart se encontrava isolado, e a esta altura já se havia formado uma forte predisposição para a derrubada do presidente. O estopim para a ação direta dos grupos conservadores foi a Revolta dos Marinheiros, um protesto de alguns militares de esquerda contra a prisão de alguns companheiros. Isso, junto com a complacência de Goulart diante da revolta, convenceu definitivamente os conservadores de que as Forças Armadas estavam sendo minadas pelos comunistas e que havia um processo revolucionário em andamento. Assim, em 31 de março, alegando salvar o país da ameaça comunista, as Forças Armadas implementaram um golpe de Estado, instaurando um governo militar. Imediatamente começou um grande expurgo anticomunista. O discurso do general Carlos Alberto da Fontoura é típico da retórica do momento:
"Agora é a Nação toda de pé, para defender as suas Forças Armadas, a fim de que estas continuem a defendê-la dos ataques e das insídias comunistas. Neste grave momento da História, quando os brasileiros, patriotas e democratas, veem que não é mais possível contemporizar com a subversão, pois a subversão partindo do Governo fatalmente conduziria ao putsch (golpe) e à entrega do País aos vermelhos, elevemos a Deus nosso pensamento, pedindo-lhe que proteja esta Pátria Cristã, que a salve da guerra fratricida e que a livre da escravidão comuno-fidelista".
A suposta ameaça comunista era a justificativa para reprimir as tendências reformistas de modo geral, que eram mal vistas por setores muito diferenciados da população, incluindo os insatisfeitos com a crise econômica, aqueles que se sentiam inseguros diante das mobilizações sociais, aqueles a quem não agradava o protagonismo político dos grupos populares reivindicando direitos, os que desconfiavam da capacidade de liderança de Goulart, os que temiam que ele desejasse impor um regime ditatorial, e outros. A imprensa contribuiu ativamente para a queda de Goulart com um discurso que mobilizou à exaustão o tema do perigo vermelho, a fim de criar um clima de pânico, com representações distorcidas mostrando sistematicamente os comunistas como violentos, malignos e imorais. Isso contrasta com várias pesquisas de opinião realizadas entre as décadas de 1950 e 1960, que mostravam o comunismo propriamente dito com um apoio muito limitado, impotente para levar a cabo a suposta revolução, face a uma larga preponderância do anticomunismo enraizado na população em geral. Um relatório do serviço secreto britânico de 1962 avaliou a ameaça de uma revolução comunista como exagerada, assinalando que os únicos grupos bem organizados, as Ligas Camponesas, estavam em declínio, e que outros grupos não haviam conseguido se articular com sucesso. Outro exemplo é o do deputado João Calmon, um importante apoiador do golpe, que em 1965 reconheceu que a ameaça comunista era muito menor do que o divulgado: "Hoje, ninguém mais duvida de que existia, antes da vitória, muito mais corrupção do que comunismo. Nestes doze meses de depuração a ameaça vermelha se tornou ainda mais insignificante". Para Rodrigo Patto Sá Motta, autor do principal estudo sobre o anticomunismo no Brasil,
"O Brasil não estava à beira do comunismo. É correto dizer que muitos atores da época acreditaram existir uma ameaça vermelha, mas, com frequência, não tinham visão clara sobre o significado de comunismo, às vezes confundiam-no vagamente com qualquer proposta de esquerda ou mesmo tentativas de reforma social. No entanto, muitas lideranças sabiam perfeitamente que o comunismo não estava no horizonte, mas manipularam o medo para engrossar a oposição ao governo Goulart".
"É interessante notar que após o desfecho da crise e com a consequente ofensiva repressiva, muitos atores da campanha anti-Goulart se surpreenderam com a fragilidade demonstrada pelos comunistas. [...] O trabalho de repressão policial desencadeado após o golpe não revelou evidências espetaculares da subversão comunista, ao contrário do esperado. Para a decepção de muitos, não foram encontrados indícios cabais da suposta trama revolucionária. A esta altura já era tarde para arrependimentos. Pela segunda vez na história republicana, a ordem institucional foi quebrada sob o argumento da necessidade de combater o comunismo".

Soldados do Exército Brasileiro para repressão dos protestos de 21 de junho de 1968, a chamada Sexta-feira sangrenta.

O golpe de 1964 e a ditadura militar têm sido alvo de grande quantidade de estudos, mas permanece na cultura popular uma grande controvérsia sobre seus objetivos e meios. Para os conservadores e as Forças Armadas, os militares responderam aos anseios populares e salvaram o país do comunismo e do totalitarismo, mas diante da instabilidade permanente, a continuidade do regime teria sido necessária para garantir a lei e a ordem. Esta argumentação é frequente nos processos judiciais de condenação sumária dos dissidentes e nos textos dos Atos Institucionais subsequentes, fortalecendo uma narrativa, como refere Erinaldo Cavalcanti, que concorreu "para instituir o discurso do perigo na medida em que colocava os comunistas como grandes ameaças, violadores da Constituição. [...] Era acionada, portanto, uma política oficial de Estado para combater os infratores e também para intimidar e dissuadir os indecisos, promovendo uma suposta ação de caráter preventivo". Essa prática, como já foi observado, não era uma novidade, e ao mesmo tempo, emprestava ao regime uma aura de legalidade e de promotor da justiça e do bem comum. Forjava-se paralelamente, com o auxílio da propaganda pró-ditadura, a imagem dos "cidadãos de bem" — aqueles que cumpriam a lei e apoiavam o regime – em oposição àqueles que militaram nas esquerdas e eram "indesejáveis, diferentes, agressivos, hostis, ameaçadores" e, como tais, merecedores de punição.
Ao longo das duas décadas da ditadura o governo e seus apoiadores insistiram no discurso da ameaça comunista usando em essência os mesmos argumentos repisados desde muito antes, e que falseavam ou distorciam os fatos, dramatizavam magnificadamente a suposta ameaça, e estimulavam as delações, criando um clima de tensão, paranoia e medo permanentes e uma cultura do terror, consolidando o termo comunista, como disse Julio Fernandes, "como sinônimo de, entre outras coisas, terrorista, assassino, sequestrador e comedor de criancinhas". Questionamentos das desigualdades sociais ou propostas de mudanças para a sociedade eram taxadas de comunistas. Para os militares, qualquer crítica da sociedade e do período ditatorial era enquadrada como terrorismo e por isso deveria ser prontamente reprimida e eliminada. Essa repressão das dissidências e a insistência na ideia do comunista como uma permanente ameaça provocava uma desejada paralisia na sociedade, com o claro objetivo de legitimar as ações do regime militar e "eliminar toda e qualquer oposição que não fosse consentida". A partir da edição do AI-5, a repressão recrudesceu e o regime entrou em sua fase mais dura com base na doutrina da segurança nacional. A consequência desta política foi uma prolongada onda de censura, perseguições, cassações, expurgos, prisões, torturas e assassinatos, levando de 5 a 10 mil pessoas ao exílio.

## Cenário recente

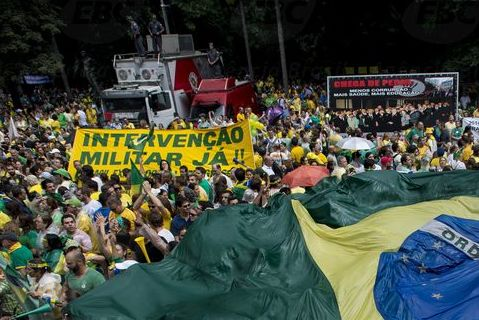
Protesto contra o governo Dilma Rousseff no qual manifestantes seguram cartazes pedindo intervenção militar.

O bordão da ameaça comunista continua atual. Após a redemocratização do Brasil na década de 1980 (Nova República), o tema permaneceu sendo frequentemente ressuscitado, em geral por grupos militares e setores civis conservadores e direitistas ligados a eles. Para muitos desses grupos, conforme diz Eduardo Heleno de Jesus Santos, "todo político de esquerda é comunista, e todo o comunista deseja implantar uma ditadura no país". Para estes grupos a identificação como comunista abrange não apenas os partidos comunistas propriamente ditos, o PCB e o PC do B, mas também os partidos de esquerda moderada, como o PSDB. No entanto, o principal alvo dos ataques não são eles, e sim o Partido dos Trabalhadores e o seu principal líder, Luiz Inácio Lula da Silva. Na campanha de 1989, Fernando Collor de Mello descreveu o Partido dos Trabalhadores repetidas vezes como o partido da desordem, do caos e da intolerância. Na sua primeira campanha eleitoral, Lula foi retratado por setores evangélicos como o demônio encarnado do comunismo, que fecharia as igrejas e se apossaria dos bens das pessoas. A partir da eleição da presidente Dilma Rousseff, o tema passou a receber forte revigoramento de conservadores e simpatizantes da direita. Na campanha de 2010 José Serra recorreu com força à retórica do medo contra Dilma, acusando o seu partido de ter ligações com as Forças Armadas Revolucionárias da Colômbia, o Comando Vermelho, Hugo Chávez e terroristas.

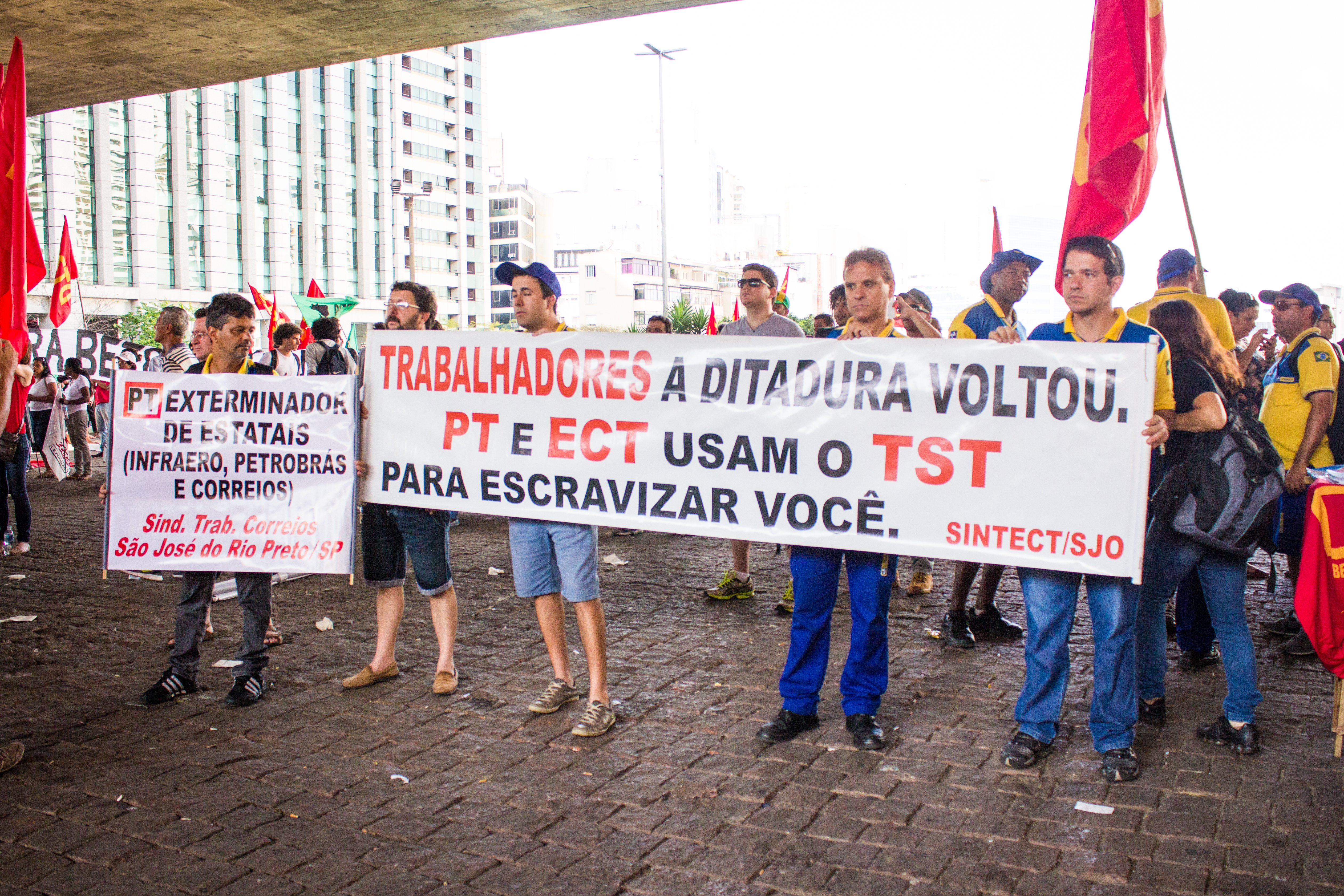
Manifestação contra Dilma Rousseff em 2015. Participantes erguem uma faixa com os dizeres "Trabalhadores, a ditadura voltou. PT e ECT usam o TST para escravizar você."

Apesar de o comunismo e o socialismo terem inspirado algumas diretrizes do PT, e embora seja identificado geralmente como um partido de esquerda, ele defende a democracia e se auto-identifica com um modelo social-democrata e pluralista. Seu perfil e programa nunca foram comunistas, combinando ideologias diversificadas em uma forma de governo conciliadora. Nas palavras de Renato Janine Ribeiro, "todos têm o direito de divergir do Partido dos Trabalhadores e do comunismo. Mas é errado confundir um com o outro. [...] O PT não é ou foi comunista, nem por seu programa nem por sua história". Para Rodrigo Motta, "o uso do anticomunismo contra o PT é fenômeno que se explica pela mescla de conservadorismo, oportunismo e ignorância sobre o significado de socialismo e comunismo".
As tendências de direita vêm experimentando um significativo reaquecimento nos últimos anos no Brasil, alguns grupos ostentando abertamente cunho fascista, ao mesmo tempo em que promovem o revisionismo do período da ditadura militar, tentando negar, apagar, esquecer ou minimizar as marcas do autoritarismo e da violência de Estado, ou propondo o regime não como uma ditadura mas como uma espécie de "contrarrevolução", e legitimando o discurso anticomunista usado na época. Chegou-se a cunhar o termo "ditabranda" para descrever o regime de 1964, usado pelo jornal Folha de S.Paulo em editorial de 17 de fevereiro de 2009, que recebeu ampla divulgação na internet e desencadeou vários protestos, aumentando a grande controvérsia pública que cerca o período. Segundo Sergio Schargel, tendo como pano de fundo a "onipotente" ameça comunista, intensifica-se "a falha da formação de uma memória nacional firme e concisa acerca da ditadura e a consequente disputa entre diferentes grupos em colocar as diversas memórias de cada coletivo como a oficial". Para o pesquisador, os discursos totalitários crescem em épocas de crise, revelando "cidadãos de bem" como apoiadores de tortura e ditaduras, pois acreditam que em tempos difíceis é necessário um líder forte, uma personalidade autoritária, para conduzir a nação ao crescimento. Assim, relativiza-se a violência e pratica-se o discurso de ódio, mas ao serem questionados afirmam que estão apenas exercendo o direito de liberdade de expressão, e que pessoalmente não cometem, cometeram ou cometerão nenhum ato de violência física, não se sentindo responsáveis pela violência cometida por outros. Muitos desses indivíduos sentem nostalgia de um passado mitificado, quando "a vida era melhor", e "em uma utopia regressiva, todas as falhas e defeitos desse passado são eliminados em prol de um fetiche pela tradição. [...] O revisionismo, para crescer, precisa ser apoiado pelo indivíduo comum, os nostálgicos de um passado idealizado incompatível com a realidade".

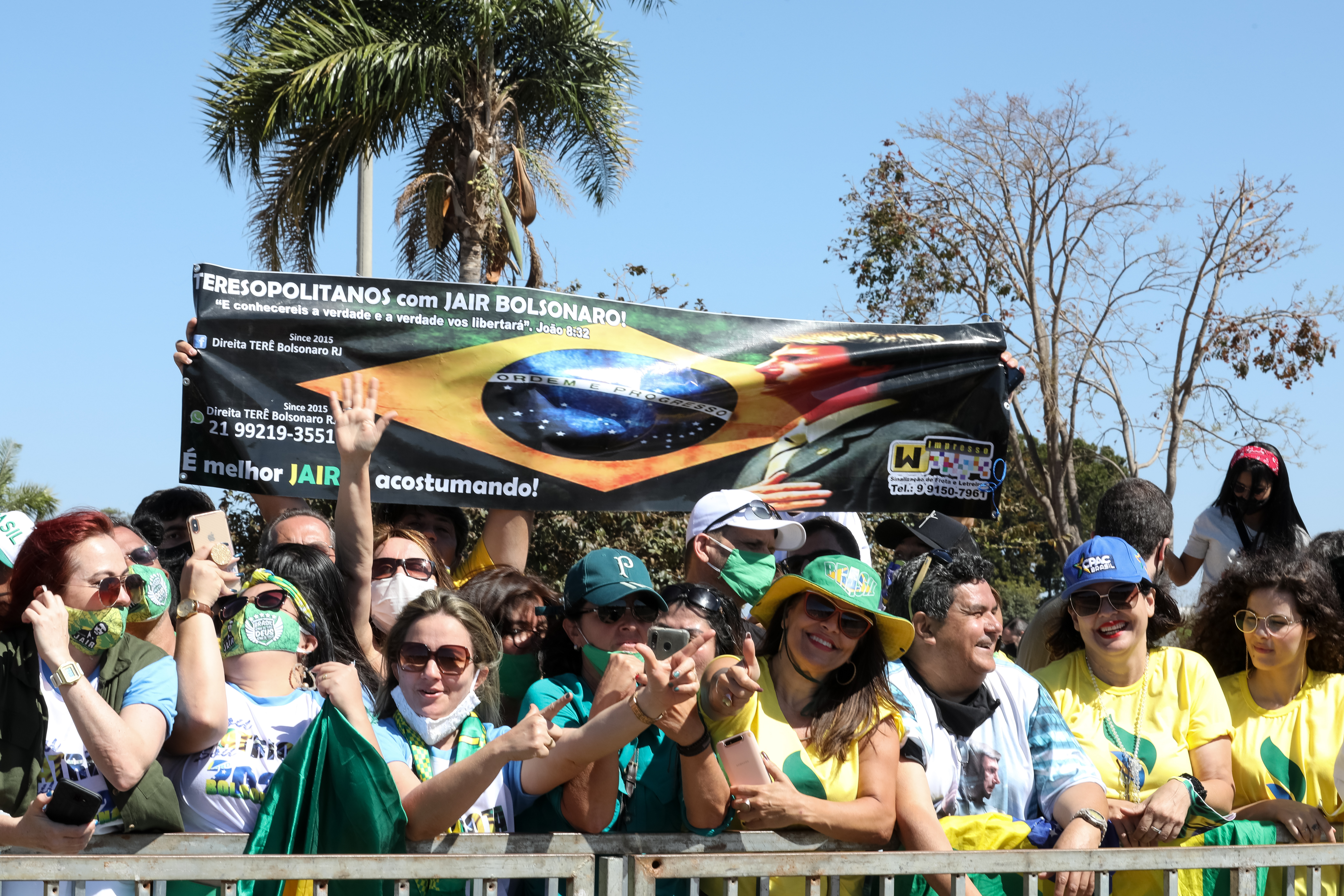
Manifestação a favor de Jair Bolsonaro

O anticomunismo foi uma das grandes bandeiras de Jair Bolsonaro em sua campanha eleitoral. Segundo Modesto & Magalhães, o candidato e seus apoiadores sustentaram com veemência a ideia de que o Partido dos Trabalhadores, seu principal opositor, teria governado o país ao longo de 13 anos sob uma orientação socialista e comunista e teria favorecido "ditaduras comunistas" em países como Cuba e Venezuela. "O bordão, repetido incansavelmente, enfatizava o risco iminente: se o PT for eleito o Brasil vai virar uma Venezuela". O tema continuou em alta em sua atuação como presidente, mantendo recorrente alusão a uma suposta conspiração comunista com ramificações internacionais. Seu chanceler Ernesto Araújo chamou o vírus da covid-19 de "comunavírus", e disse que há uma conspiração comunista em curso para dominar o mundo e construir uma nova ordem "sem nações, sem liberdade, sem espírito". Disse ainda que a esquerda tem por hábito "pegar uma coisa boa, sequestrar, perverter e transformar numa coisa ruim", e remeteu o fascismo e o nazismo para a esquerda, no que foi apoiado pelo presidente. Para Olavo de Carvalho, espécie de guru do bolsonarismo e anticomunista militante, um dos personagens centrais na ressurgência direitista no país, "nada que se diga contra os comunistas é discurso de ódio. Porque eles são os donos absolutos não só do discurso de ódio, mas como da prática do ódio assassino. Ninguém os superou nisso. Nem os nazistas os superaram nisso. Se você somar todas as matanças de governos de direita no mundo não dá 10% do que os comunistas fizeram. Então falar mal de comunista, chamar comunista de assassino, de monstro, é inteiramente justificado, porque eles são realmente isso". Segundo o general Luiz Eduardo Rocha Paiva, membro do governo, a iminência de uma revolução comunista existe de fato, não na forma da "velha guerrilha", mas através da propaganda ideológica, principalmente do chamado marxismo cultural, intensamente denunciado e combatido por Olavo e os bolsonaristas em geral.
Segundo Camargo, Moraes & Rosa, Bolsonaro e seus ministros se apoiaram nas teorias conspiratórias de Olavo de Carvalho e Pat Robertson sobre o globalismo, e procuraram justificar a necessidade de se combater o marxismo cultural, que estaria infiltrado na mídia, na cultura e nas universidades com o objetivo de destruir os "verdadeiros" valores da nação. As narrativas construídas por Bolsonaro, sobretudo depois da sua eleição, basearam-se em dois eixos principais: procurou demonstrar como o Brasil foi e ainda é vítima de uma esquerda associada ao comunismo e ao marxismo cultural, e como a ditadura militar, tratada de maneira mítica, livrou o país de uma ameaça terrorista. Para Marilena Chauí, "ideologicamente, com a expressão 'marxismo cultural', os gestores perseguem todas as formas e expressões do pensamento crítico e inventam a divisão da sociedade entre o bom povo, que os apoia, e os diabólicos, que os contestam", pretendendo "fazer uma limpeza ideológica, social e política, e para isso desenvolvem uma teoria da conspiração comunista, que seria liderada por intelectuais e artistas de esquerda". Para muitos grupos conservadores, as mudanças na moral e no comportamento entre os jovens se devem à influência da esquerda.
O cenário atual do combate à temida ameaça do comunismo continua muito semelhante ao que foi em tempos passados, e, como antes, continua muito desvinculado da realidade e do plano do debate intelectual, negando qualquer aspecto positivo às esquerdas, usando argumentos simplistas e maniqueístas, recorrendo constantemente ao medo, à difamação, ao exagero, a distorções, a teorias conspiratórias e à divulgação de falsidades, agora potencializadas pela internet e suas redes sociais. Hoje no Brasil muitas vezes são taxados de comunistas ou, empregando um neologismo corrente, de "esquerdopatas", aqueles que defendem os direitos humanos, os que pregam a necessidade de reformas sociais e econômicas, os que promovem a inclusão social e a diversidade, os que defendem o fim do racismo e da violência. Segundo Magali Cunha, "emergiu uma nova face do anticomunismo: o antipetismo e todos os partidos de esquerda do país colocados no mesmo pacote imaginário. Este bicho-papão foi a base da campanha eleitoral de 2018, [...] e em 2020 foi acionado novamente para impor o medo e controlar eleitores que tendiam a dar votos a candidatos de esquerda no segundo turno das eleições municipais". Em pesquisa realizada por Luiz Signates entre simpatizantes da direita, todos os entrevistados associaram a condição de esquerdista com práticas criminosas e/ou nocivas à sociedade. Para eles todo esquerdista é comunista, é um terrorista ou criminoso, e a adesão a uma ideologia de esquerda significa abrir uma brecha para o crime.